# Pyrus yaltirikii
Pyrus yaltirikii är en rosväxtart som beskrevs av K. Browicz. Pyrus yaltirikii ingår i släktet päronsläktet, och familjen rosväxter. Inga underarter finns listade i Catalogue of Life.